# Cava dei Selci
Cava dei Selci is een plaats (frazione) in de Italiaanse gemeente Marino (RM).